# Roșiori de Vede
Roșiori de Vede es una ciudad de Rumania en el distrito de Teleorman.

## Geografía
Se encuentra a una altitud de 84 m s. n. m. a 121 km de la capital, Bucarest.

## Demografía
Según estimación 2012 contaba con una población de 32 006 habitantes.
| 1948   | 1956   | 1966   | 1977   | 1992   | 2002   | 2012   |
| 14 905 | 17 320 | 21 747 | 28 847 | 37 640 | 31 849 | 32 006 |